# Карл Ернст Отто Кунце
Карл Ернст Отто Кунце (нім. Karl Ernst Otto Kuntze; 1843—1907) — німецький ботанік та мандрівник, відомий своїми спробами докорінно реформувати ботанічну таксономію.

## Біографія

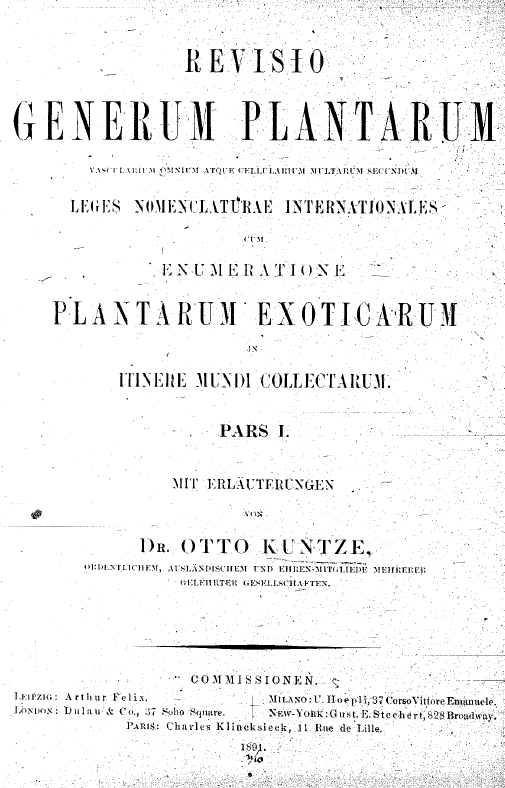
Фронтиспис голавної праці Отто Кунце — Revisio Generum Plantarum

За першою освітою Отто Кунце був аптекарем.
У 1863—1866 роках він працював комерсантом у Берліні, подорожував по Центральній Європі та Італії. У 1868—1873 роках був власником фабрики з виробництва ефірних олій. У 1874—1876 роках подорожував по світу, побував на Карибських островах, у США, Японії, у Китаї, Південно-Східній Азії, на Аравійському півострові та у Єгипті. Щоденник подорожей був опублікований у 1881 році під назвою «Around the World» («Навколо світу»).
З 1876 до 1878 року вивчав природничі науки у Берліні та Лейпцигу, докторську дисертацію захистив у Фрайбурзі — це була монографія про рід Хінне дерево (Cinchona).
E 1886 році Кунце відвідав російську Передню Азію, а 1887–1888 роки провів на Канарських островах. Результати обох подорожей стали частиною його головної роботи — тритомної праці Revisio Generum Plantarum, опубликованої у 1891 році та заснованої на аналізі зібраної ним під час подорожей ботанічної колекції. Ця робота викликала шок та нерозуміння у науковому світі, оскільки Кунце в ній повністю змінив існуючу ботанічну таксономію.
На початку 1890-х він виїхав до Південну Америку та відвідав майже всі країни цього регіону. У 1894 році він подорожував по Південній Африці, в тому числі відвідав німецькі колонії.
У 1904 році він відвідав Австралію, Нову Зеландію, Цейлон, Самоа, Гаваї та США.
У 1905 році на Другому міжнародному ботанічному конгресі у Відні його революційні ідеї в галузі ботанічної номенклатури знову не знайшли розуміння серед вчених.
На честь Отто Кунце названо багато ботанічних таксонів.
У роботах Кунце було описано понад п'ятсот родів рослин та величезна кількість видів, ймовірно, декілька десятків тисяч.

## Наукові праці
- Taschen-Flora von Leipzig. — Leipzig, 1867.
- Rubus-Reform deutscher Brombeeren. — 1867.
- Cinchona. — Haessel, 1878.(нім.)
- Um die Erde. — Leipzig, 1881.
- Plantae orientale-rossica. — 1887.
- Revisio generum plantarum [Архівовано 14 жовтня 2010 у Wayback Machine.]. — Leipzig, A. Felix (у трьох частинах ч.1 [Архівовано 27 жовтня 2014 у Wayback Machine.] — 1891, ч.2 [Архівовано 27 жовтня 2014 у Wayback Machine.] — 1891, ч.3 [Архівовано 4 березня 2016 у Wayback Machine.] — 1893.)(нім.)
- Geogenetische Beiträge. — Druck von Gressner & Schramm, 1895.
- Lexicon generum phanerogamarum inde ab anno MDCCXXXVII: [Архівовано 27 жовтня 2014 у Wayback Machine.] 1902.